# Krapanj
La Isla Krapanj (en croata: Otok Krapanj o bien Otocic Krapanj) es una isla de Croacia en el condado de Šibenik-Knin, Dalmaciaia central.
Krapanj es una de las islas habitadas más pequeñas del mar Adriático, con una superficie de 0,36 kilómetros cuadrados. También es la isla más densamente poblada y tiene menor altitud con 1,5 m sobre el nivel del mar. Krapanj está a 300 metros mar adentro en su punto más cercano de la ciudad continental de Brodarica.